# Chthiononetes
Chthiononetes là một chi nhện trong họ Linyphiidae.